# ديفيد تايلور (لاعب كرة قدم)
ديفيد تايلور (بالإنجليزية: David Taylor)‏ (29 سبتمبر 1883 بغلاسكو في المملكة المتحدة - 6 أغسطس 1949 في المملكة المتحدة) هو مدرب كرة قدم ولاعب كرة قدم بريطاني (وحمل سابقاً جنسية المملكة المتحدة لبريطانيا العظمى وأيرلندا) في مركز الظهير. لعب مع برادفورد سيتي ونادي بيرنلي ونادي رينجرز ونادي سلتيك ونادي ماذرويل.